# NGC 7667
NGC 7667 (również PGC 71345 lub UGC 12578) – magellaniczna galaktyka spiralna (Sm), znajdująca się w gwiazdozbiorze Ryb. Odkrył ją Gaspare Ferrari w 1865 roku.